# USS Natoma Bay
L'USS Natoma Bay (AVG/ACV/CVE/CVU-62) est un porte-avions d'escorte de classe Casablanca en service dans l'US Navy durant la Seconde Guerre mondiale.
Commandé en juillet 1942 sous le nom de Begum, sa quille est posée en vertu du contrat de la United States Maritime Commission le 17 janvier 1943 au chantier naval Kaiser Shipyards de Vancouver, dans l'État de Washington. Renommé Natoma Bay le 22 janvier, il est lancé le 20 juillet 1943, parrainé par Lady Halifax, épouse de l'ambassadeur du Royaume-Uni aux États-Unis ; et mis en service à Astoria (Oregon) le 14 octobre 1943 sous les ordres du capitaine Harold L. Meadow.

## Historique

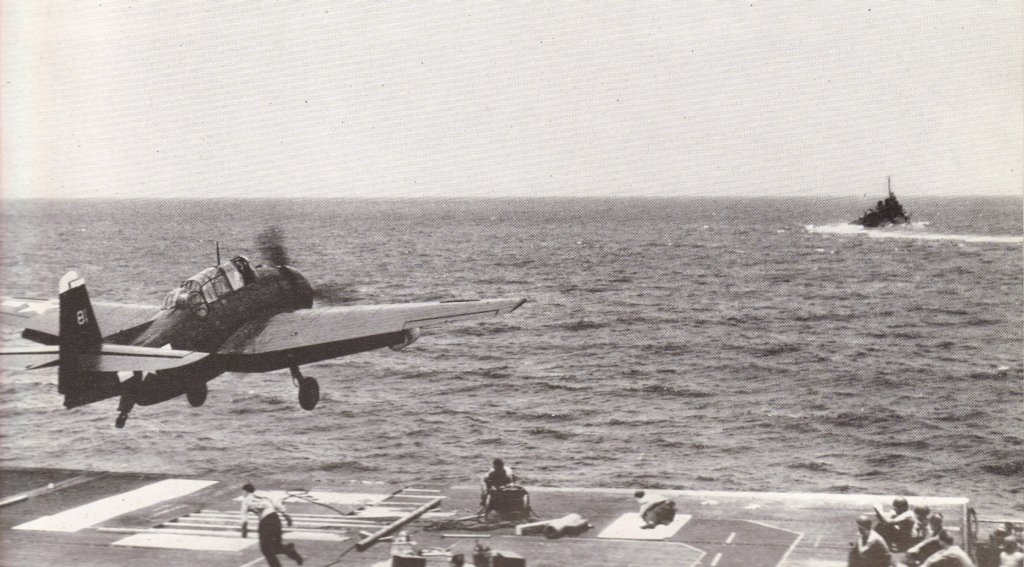
Un bombardier Grumman TBM-3E Avenger de la flotte américaine VC-9 décolle de l'USS Natoma Bay le 7 juin 1945.

Le Natoma Bay commence sa carrière opérationnelle en transportant des avions et des militaires entre San Diego à Hawaï, avant de participer à l’invasion des îles Marshall. Pendant cette période, il prend part à des patrouilles aériennes et anti-sous-marines lors d'opérations menées autour des Marshall. En compagnie de plusieurs porte-avions d'escorte, le Natoma Bay soutient les frappes aériennes et la couverture de la Nouvelle-Irlande, opérant ensuite au large de la Nouvelle-Guinée où ses avions détruisent plusieurs installations japonaises de la zone. Il rejoint ensuite la baie de Manille avec sa force opérationnelle pour participer à la bataille de la mer des Philippines.
Après un passage à San Diego pour des entraînements et une révision, le bâtiment retourne dans le Pacifique Sud pour participer à l’invasion des Philippines. Il est présent pendant la bataille du golfe de Leyte où il participe à un assaut amphibie fournissant un soutien aux forces terrestres en plus de la couverture aérienne. S'ensuit une participation à la bataille de Samar, à l'assaut d'Iwo Jima, d'Okinawa et à de nombreuses autres batailles dans le Pacifique Sud, jouant un rôle clé dans chaque mission et invasion.
En 1945, le Natoma Bay est gravement endommagé après un typhon et prend la route de Guam afin d'y être réparé. Après un passage aux États-Unis et la capitulation japonaise, il achemine des soldats pendant l'opération Magic Carpet puis est transféré dans la flotte de réserve de l'Atlantique. Déclassé en 1958, il est vendu pour démolition l'année suivante.

## Décorations
Le Natoma Bay a reçu la Presidential Unit Citation, sept battles stars et deux Bronze stars pour son service pendant la Seconde Guerre mondiale.